# Russische ijshockeyploeg (vrouwen)

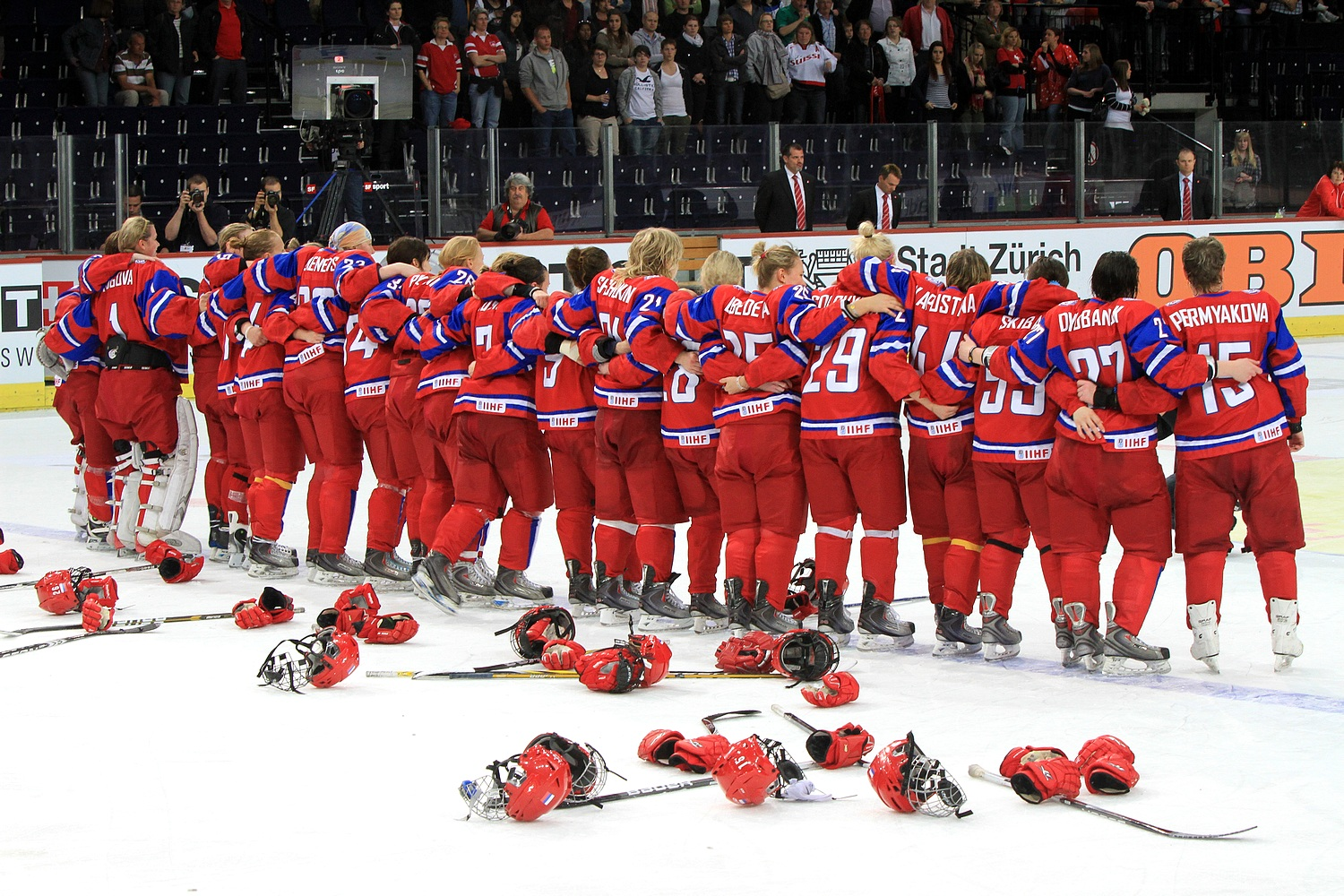
De Russische dames vieren de 5-4 overwinning op Zwitserland in de kwartfinale van het WK 2011.

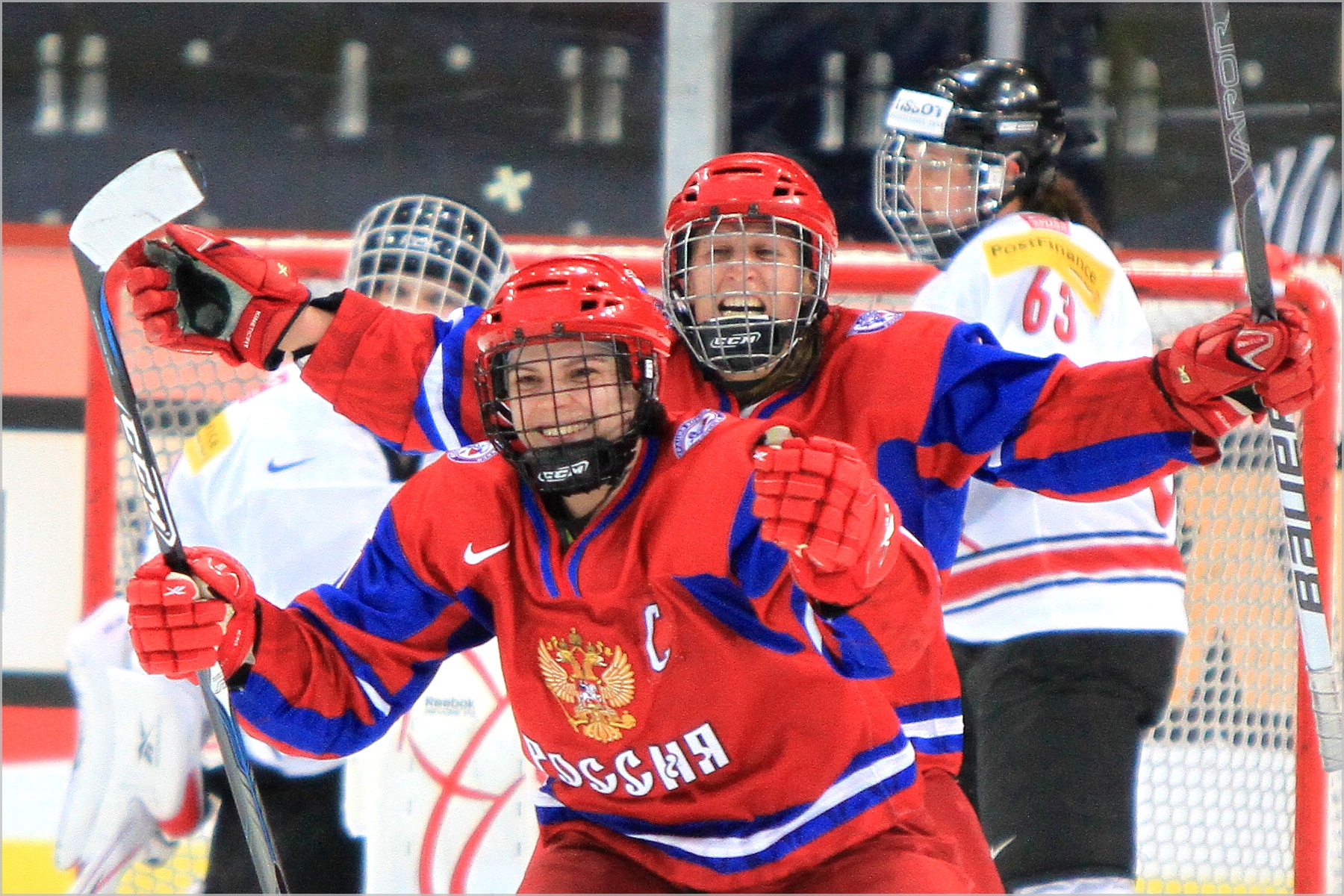
Tatjana Burina juicht nadat zij in de verlenging Rusland op een 5-4 voorsprong heeft gebracht.

De Russische vrouwenijshockeyploeg is een team van ijshockeysters dat Rusland vertegenwoordigt in internationale vrouwenijshockey wedstrijden. Het team debuteerde internationaal op 1 april 1994 met een 1-2 nederlaag in Canada tegen Zwitserland en is sindsdien een mondiale/Europese subtopper.
Het team heeft twee keer deelgenomen aan het Europees kampioenschap en behaalde daarin een 7e plaats (1e in de B-groep) in 1995 en een 2e plaats in 1996. 
Het neemt vanaf 1997 deel aan de wereldkampioenschappen en behaalde daarin als beste prestatie de 3e plaats in 2001, 2013 en 2016. Het neemt vanaf 2002 deel aan de Olympische Spelen maar wist daarbij nog geen eremetaal te veroveren. 
In de Women's Nations Cup is de 2e plaats in 2013 de beste prestatie.

## Deelname aan de Olympische Spelen
| Jaar | Locatie                           | Klassering            |
| ---- | --------------------------------- | --------------------- |
| 1998 | Japan (Nagano)                    | niet deelgenomen      |
| 2002 | Verenigde Staten (Salt Lake City) | 5e plaats             |
| 2006 | Italië (Turijn)                   | 6e plaats             |
| 2010 | Canada (Vancouver)                | 6e plaats             |
| 2014 | Rusland (Sotchi)                  | gediskwalificeerd (1) |
| 2018 | Zuid-Korea (Pyeongchang)          | 4e plaats (2)         |

1) Rusland eindigde in 2014 op de 6e plaats maar die is hen in 2017 afgenomen wegens dopinggebruik van enkele speelsters

2) het team nam in 2018 deel als Olympische atleten uit Rusland

## Deelname aan het wereldkampioenschap
| Jaar | Locatie                                          | Klassering       |
| ---- | ------------------------------------------------ | ---------------- |
| 1990 | Canada (Ottawa)                                  | niet deelgenomen |
| 1992 | Finland (Tampere)                                | niet deelgenomen |
| 1994 | Verenigde Staten (Lake Placid)                   | niet deelgenomen |
| 1997 | Canada (diverse plaatsen in Ontario)             | 6e plaats        |
| 1999 | Finland (Espoo)                                  | 6e plaats        |
| 2000 | Canada (diverse plaatsen in Ontario)             | 5e plaats        |
| 2001 | Verenigde Staten (diverse plaatsen in Minnesota) | Brons            |
| 2004 | Canada (Halifax, Dartmouth)                      | 5e plaats        |
| 2005 | Zweden (Linköping)                               | 8e plaats        |
| 2007 | Canada (Winnipeg, Selkirk)                       | 7e plaats        |
| 2008 | China (Harbin)                                   | 6e plaats        |
| 2009 | Finland (Hämeenlinna)                            | 5e plaats        |
| 2011 | Zwitserland (Zürich, Winterthur)                 | 4e plaats        |
| 2012 | Verenigde Staten (Burlington)                    | 6e plaats        |
| 2013 | Canada (Ottawa)                                  | Brons            |
| 2015 | Zweden (Malmö)                                   | 4e plaats        |
| 2016 | Canada (Kamloops)                                | Brons            |
| 2017 | Verenigde Staten (Plymouth)                      | 5e plaats        |
| 2019 | Finland (Espoo)                                  | 4e plaats        |